# Jérémy Rencurel
Jérémy Rencurel (Beaumont-sur-Oise, 13 de abril de 1995) es un deportista francés que compite en ciclismo en la modalidad de BMX. Ganó una medalla de plata en el Campeonato Europeo de Ciclismo BMX de 2023, en la carrera individual.

## Palmarés internacional
| Campeonato Europeo | Campeonato Europeo | Campeonato Europeo | Campeonato Europeo |
| Año                | Lugar              | Medalla            | Competición        |
| ------------------ | ------------------ | ------------------ | ------------------ |
| 2023               | Besanzón (Francia) | Medalla de plata   | Carrera            |